# Axel Gabriel Ingelius
Axel Gabriel Ingelius (Saekylae, 1822 - Uusikaupunki, Finlàndia, 1868) fou un compositor i literat suec.
Com a literat se li deuen: La cabana de branques de pi (1849), El castell gris (1851), Records d'una majordoma (1852), Fulles (1853) i La flor de Heinola (1856). En totes elles s'hi troba la influència d'Almqvist.
Va ser el primer compositor suec en compondre una simfonia. A més, deixà, sis col·leccions de peces per a piano (1843-57), una marxa i una Obertura.